# Dosu Napului, Cluj
Dosu Napului este un sat în comuna Ceanu Mare din județul Cluj, Transilvania, România.